# Bevil Rudd
Bevil Gordon D’Urban Rudd (ur. 5 października 1894 w Kimberley, zm. 2 lutego 1948 tamże) – południowoafrykański lekkoatleta, sprinter i średniodystansowiec, mistrz olimpijski.

## Przebieg kariery
Pochodził z rodziny związanej z firmą De Beers zajmującą się wydobyciem i sprzedażą diamentów. Ukończył St. Andrew’s College w Grahamstown wyróżniając się jako student i lekkoatleta. Otrzymał stypendium umożliwiające studiowanie na Uniwersytecie Oksfordzkim (studiował w Trinity College). Służył w wojsku podczas I wojny światowej, otrzymał Krzyż Wojskowy za odwagę.
Rudd uczestniczył w Igrzyskach Olimpijskich w 1920 w Antwerpii w trzech konkurencjach, w każdej zdobywając medal. Zwyciężył w biegu na 400 metrów (przed Brytyjczykiem Guyem Butlerem), zdobył wraz z kolegami srebrny medal w sztafecie 4 × 400 metrów, a w biegu na 800 metrów zajął 3. miejsce. W tym samym roku został mistrzem Wielkiej Brytanii na 440 jardów i 880 jardów. Uznano go za najlepszego lekkoatletę Wlk. Brytanii w 1920.
Po ukończeniu studiów Rudd powrócił do Związku Południowej Afryki (ZPA), gdzie pracował jako dziennikarz sportowy. W 1930 został redaktorem The Daily Telegraph w Wlk. Brytanii. Zakończył tę pracę po II wojnie światowej i powrócił do ZPA, gdzie wkrótce zmarł.

## Rekordy życiowe
źródło:
- 400 m – 48,3 s. (1920)
- 800 m – 1:53,6 s. (1920)